# Tricholepis
Tricholepis es un género  de plantas con flores de la familia de las asteráceas. Comprende 31 especies descritas y de estas, solo 7 aceptadas.

## Taxonomía
El género fue descrito por Augustin Pyrame de Candolle y publicado en Archives de Botanique 2: 515. 1833.

## Especies
A continuación se brinda un listado de las especies del género Tricholepis aceptadas hasta julio de 2012, ordenadas alfabéticamente. Para cada una se indica el nombre binomial seguido del autor, abreviado según las convenciones y usos.
1. Tricholepis amplexicaulis C.B.Clarke
2. Tricholepis angustifolia DC.
3. Tricholepis chaetolepis (Boiss.) Rech.f.
4. Tricholepis eburnea Rech.f.
5. Tricholepis edmondsonii Rech.f.
6. Tricholepis elongata DC.
7. Tricholepis furcata DC.
8. Tricholepis glaberrima DC.
9. Tricholepis karensium Kurz
10. Tricholepis montana Dalzell & A.Gibson
11. Tricholepis nakaoi Kitam.
12. Tricholepis radicans (Roxb.) DC.
13. Tricholepis raghavendrae Saklani & L.B.Chaudhary
14. Tricholepis roylei Hook.f.
15. Tricholepis stewartei C.B.Clarke ex Hook.f.
16. Tricholepis stictophyllum C.B.Clarke
17. Tricholepis tibetica Hook.f. & Thomson ex C.B.Clarke
18. Tricholepis trichocephala Lincz.